# Baliochila lipara
Baliochila lipara är en fjärilsart som beskrevs av Henry Stempffer och Bennett 1953. Baliochila lipara ingår i släktet Baliochila och familjen juvelvingar. Inga underarter finns listade i Catalogue of Life.